# Rymosia winnertzi
Rymosia winnertzi är en tvåvingeart som beskrevs av Barendrecht 1938. Rymosia winnertzi ingår i släktet Rymosia och familjen svampmyggor. Inga underarter finns listade i Catalogue of Life.